# Nockalm Quintett
 (mars 2023).
Si vous disposez d'ouvrages ou d'articles de référence ou si vous connaissez des sites web de qualité traitant du thème abordé ici, merci de compléter l'article en donnant les références utiles à sa vérifiabilité et en les liant à la section « Notes et références ».
Nockalm Quintett est un groupe autrichien de Volkstümlicher schlager.

## Histoire
Le groupe se forme en 1982 à Millstatt, en Carinthie. Il choisit son nom d'après les montagnes de Nock (de). À la fin des années 1980, il fait ses premières apparitions à la télévision et enregistre ses premiers succès.
En 1991, le groupe concourt pour la première fois au Grand Prix der Volksmusik (de) et finit à la quatrième place en Allemagne avec le titre Schuld sind deine himmelblauen Augen. L'année suivante, il est neuvième avec Und in der Nacht, da brauch i di zum Träumen, toujours en Allemagne. Après une autre tentative en 1993, Nockalm Quintett remporte le Grand Prix en 2002 en Autriche avec la chanson Dort auf Wolke sieben en duo avec la chanteuse Stephanie.
En 2001, le chanteur du groupe, Gottfried Würcher, Norbert Rier de Kastelruther Spatzen et Markus Wolfahrt de Klostertaler (de) forment Die großen 3 der Volksmusik. Au Krone der Volksmusik (de) 2002, ils obtiennent le prix du plus grand événement médiatique. Dans le même temps, Nockalm Quintett travaille avec Andrea Jürgens pour le titre Wir greifen nach den Sternen.
Nockalm Quintett a été nommé six fois au Amadeus Austrian Music Award (de), sans obtenir de récompense.

## Discographie

### Singles
- 1987: Drei Finger aufs Herz
- 1988: Gib mir als Souvenir ein kleines Bild von dir
- 1989: Spiel nie mit dem Feuer
- 1990: Aus Tränen wird ein Schmetterling
- 1990: Weine nicht um Ihn
- 1991: Schuld sind Deine himmelblauen Augen
- 1993: Nur a Tanz und dann a Busserl
- 1993: Schwarzer Sand von Santa Cruz
- 1994: Und über Rhodos küss ich dich
- 1995: Sternenhimmelgefühl
- 1996: Wir greifen nach den Sternen (avec Andrea Jürgens)
- 1997: Das Wunder von Piräus
- 1997: Take It Easy, My Love
- 1998: Der Himmel spielte Hollywood
- 1999: Casablanca für immer
- 2000: Vom Winde verweht
- 2001: Gladiator
- 2001: Tu's für mich
- 2002: Dort auf Wolke Sieben (avec Stephanie)
- 2004: Prinz Rosenherz
- 2005: Amadeus in Love
- 2006: Einsam wie Napoleon
- 2007: Volle Kanne Sehnsucht
- 2008: Ich dich auch
- 2009: Der Mann nach mir
- 2009: Ja
- 2010: Mein Wunder der Liebe
- 2011: Zieh dich an und geh
- 2012: Einer von uns lügt
- 2013: Mit den Augen einer Frau

### Albums
- 1984: Rund um Bad Kleinkirchheim
- 1985: Musik für alle
- 1986: Immer wenn es Abend wird
- 1986: Quer durchs Alpenland
- 1987: Drei Finger aufs Herz
- 1988: 5 gute Freunde
- 1988: Mein Herz sagt ja...
- 1989: Liebe, Träume und Musik
- 1990: Aus Tränen wird ein Schmetterling
- 1991: Schuld sind deine himmelblauen Augen
- 1992: Der Sommerwind will keine Tränen seh'n
- 1993: Schwarzer Sand von Santa Cruz
- 1994: Und über Rhodos küss ich dich
- 1995: Sternenhimmelgefühl
- 1996: Zärtliche Gefühle
- 1997: Das Wunder Piräus
- 1998: Der Himmel spielte Hollywood
- 1999: Casablanca für immer
- 2000: Vom Winde verweht
- 2000: Highlights of Love
- 2001: Gladiator
- 2002: Das Mädchen Atlantis
- 2003: Die kleine Insel Zärtlichkeit
- 2003: Nockalm Weihnacht
- 2004: Prinz Rosenherz
- 2005: Amadeus in Love
- 2006: Einsam wie Napoleon
- 2007: Volle Kanne Sehnsucht
- 2008: Ich dich auch
- 2009: Ja
- 2010: Mein Wunder der Liebe
- 2011: Zieh dich an und geh
- 2012: Wahnsinnsflug auf Wolke 7 (Best of 30 Jahre)
- 2012: Ein Weihnachtslied, das dir gehört
- 2013: Mit den Augen einer Frau
- 2013: Die lange Nacht auf Wolke 7
- 2014: Du warst der geilste Fehler meines Lebens
- 2016: Wonach sieht's denn aus?
- 2017: In der Nacht
- 2018: Nockis Schlagerparty

### Best-ofs
- 1993: Die lange Nacht auf Wolke 7
- 1997: Nockalm Platin
- 2000: Highlights of Love
- 2003: Nockalm Weihnacht
- 2004: 20 Jahre auf Wolke 7
- 2009: Nockalm Diamant (Das Beste aus den Jahren 2003 bis 2008)